# Generale Marcello Prestinari (cacciatorpediniere)
Il Generale Marcello Prestinari è stato un cacciatorpediniere (e successivamente una torpediniera) della Regia Marina.

## Storia

### Gli anni venti e trenta
Costruita tra il maggio 1921 e l'agosto 1922, la nave apparteneva alla classe Generali. Negli anni venti e trenta la nave prese parte a varie crociere ed ebbe notevole impiego. Il 20 agosto 1923, durante la crisi di Corfù, il Prestinari lasciò Taranto insieme ai gemelli Generale Achille Papa, Generale Antonio Cantore e Generale Antonio Chinotto, ai cacciatorpediniere Giuseppe Sirtori e Giuseppe La Masa, alle corazzate Duilio ed Andrea Doria, all'esploratore Augusto Riboty, ad un dragamine ed a due navi ausiliarie: tale forza navale, che raggiunse Portolago, nell'isola di Lero, fu posta a protezione del Dodecaneso da eventuali atti di ostilità da parte della Grecia.
Qualche anno dopo, nel 1925, fu comandante della Prestinari il capitano di corvetta Alberto Da Zara, mentre nel 1926 il cacciatorpediniere fu al comando del capitano di corvetta Antonino Toscano. Nel 1929 il Prestinari, insieme ai gemelli Generale Antonio Cantore, Generale Carlo Montanari e Generale Achille Papa e ad un altro cacciatorpediniere, il Giuseppe La Masa, formava la VI Squadriglia Cacciatorpediniere, che, insieme alla V Squadriglia (quattro unità) ed all'esploratore Carlo Mirabello, costituiva la 3ª Flottiglia della II Divisione Siluranti, aggregata alla 2ª Squadra, con base a Taranto.

Una foto aerea della torpediniera

Il 1º ottobre 1929 l'unità, come tutte le navi gemelle, fu declassata a torpediniera. Pochi giorni dopo la Prestinari fu impegnata nelle ricerche dell'idrovolante della Imperial Airways City of Rome, ammarato durante una tempesta una decina di miglia a sudovest dell'isola del Tino, con sette persone (tre passeggeri e quattro membri dell'equipaggio) a bordo, nella serata del 27 ottobre: durante la notte il velivolo era stato preso a rimorchio dal rimorchiatore La Famiglia, che aveva cercato di trainarlo verso La Spezia, ma dopo pochi minuti il cavo si era spezzato a causa del mare grosso e l'idrovolante era scomparso, nonostante un tentativo di soccorso da parte del rimorchiatore. Dopo aver imbarcato il pilota del La Famiglia, la Prestinari lasciò La Spezia e si mise alla ricerca dell'aereo, ma nel pomeriggio, una decina di miglia a sudest dell'isola del Tino, una vedetta avvistò in rapida successione due salme. Recuperati dalla torpediniera, i corpi risultarono essere quelli del pilota L. Spencer Birt e del radiotelegrafista I. J. Stone. Non furono trovati superstiti.
Dalla fine del 1929 al maggio 1930 la Prestinari fu al comando del tenente di vascello Adalberto Mariano. Nel 1936, in seguito a lavori di modifica, la Prestinari fu dotata di strumentazioni per effettuare il dragaggio di mine in corsa. Intorno a metà anni '30 fu comandante della nave il tenente di vascello Ener Bettica.
Nel 1939 la Prestinari venne sottoposta a lavori di rimodernamento dell'armamento: i 2 cannoni singoli da 76/40 mm Ansaldo 1917 furono rimpiazzati con due mitragliere binate Breda 1935 da 20/65 mm e 2-4 mitragliere singole da 8/80 mm. Secondo altra fonte i cannoni da 76/40 non vennero rimossi, ma vennero imbarcate sette mitragliere da 20/70 mm.

### La seconda guerra mondiale

#### 1940
All'ingresso dell'Italia nella seconda guerra mondiale, il 10 giugno 1940, la Prestinari faceva parte della III Squadriglia Torpediniere (che formava unitamente alla gemella Cantore), con base a Napoli. L'unità fu impiegata principalmente in numerose missioni di scorta convogli sulle rotte della Libia, della Tunisia, della Grecia, del Tirreno e dell'Adriatico meridionale.
Il 21 ottobre 1940, con la ricostituzione del Comando Superiore Traffico Albania (Maritrafalba, già in precedenza attivo dal 5 settembre 1940 al suo primo scioglimento, il 12 ottobre 1940, ma senza la Prestinari alle sue dipendenze), la torpediniera venne dislocata a Brindisi ed assegnata, con altre unità (due anziani cacciatorpediniere, altre nove torpediniere, quattro incrociatori ausiliari e la XIII Squadriglia MAS), a tale Comando, per il servizio di scorta convogli da e per l'Albania nonché di ricerca e caccia antisommergibile.
Il 25 ottobre la Prestinari iniziò la propria prima missione per conto di Maritrafalba, rilevando a Brindisi l'incrociatore ausiliario Ramb III nella scorta di un convoglio, partito da Bari all'una di notte e diretto a Durazzo, dove giunse alle 18:45, composto dalle motonavi Verdi e Puccini, aventi a bordo 1499 militari e 24 tonnellate di materiali. La nave ripartì da Durazzo alle 7:30 del 27, scortando Verdi e Puccini, vuote, e la motonave postale Filippo Grimani a Bari, dove arrivarono alle 23:30 (la Grimani si fermò invece a Brindisi).

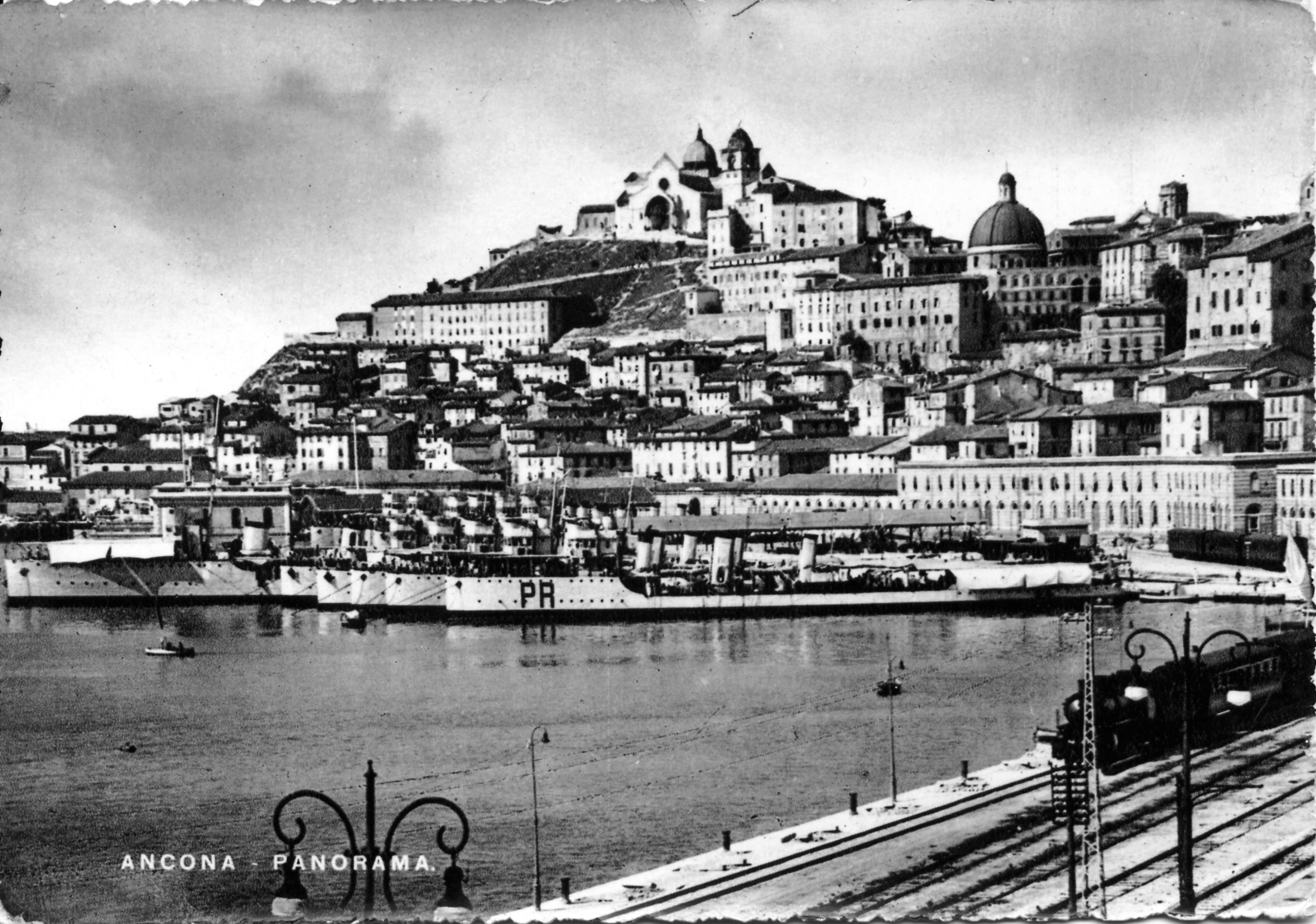
La Prestinari ad Ancona insieme ad altre torpediniere dello stesso tipo.

La torpediniera lasciò Bari alle cinque di pomeriggio del 28 ottobre, scortando, insieme all'anziana torpediniera Solferino ed al piccolo incrociatore ausiliario Lago Zuai, i piroscafi Argentina, Firenze e Premuda, aventi a bordo 1871 militari, 150 quadrupedi, 27 autoveicoli e 184 tonnellate di rifornimenti: il convoglio giunse a Valona alle 6:30 del 29 ottobre.
Tornata in Italia, la Prestinari salpò da Bari alle 18:30 del 30 ottobre, unitamente al Lago Zuai, per scortare a Durazzo, dove arrivarono alle 10:5 del 31, i piroscafi Olimpia e Cadamosto e la motonave Birmania, aventi un carico di 189 automezzi e 1314 tonnellate di rifornimenti. La nave ripartì da Durazzo alle 19:30 del 2 novembre, insieme al Lago Zuai, per scortare due mercantili scarichi, il piroscafo Nita e la motonave Narenta, a Bari, dove arrivarono alle 11:30 dell'indomani. Prestinari e Lago Zuai ripartirono subito da Bari scortando a Durazzo i piroscafi Oreste e Titania, aventi a bordo 100 militari e 999 quadrupedi: il convoglio arrivò in porto alle 16:40 del 3 novembre. Lasciata Durazzo alle 20:30, la torpediniera e l'incrociatore ausiliario arrivarono a Bari alle 7:30 dell'indomani, scortando il piroscafo Bolsena e le motonavi Verdi e Puccini, scariche.
Il 12 novembre la Prestinari si aggregò a Brindisi ad un convoglio partito alle 7:30, composto da Verdi e Puccini, aventi a bordo 1283 uomini e 41,5 tonnellate di materiali, e scortato dall'incrociatore ausiliario Capitano A. Cecchi: le navi arrivarono a Durazzo alle ore 23. La nave ripartì da Durazzo alle 19 del 13, insieme all'anziana torpediniera Giacomo Medici, scortando le motonavi vuote Verdi, Puccini e Barbarigo, che rientravano a Bari, dove giunsero alle 13:30 del 14 novembre.
L'unità ripartì da Bari alle 00:30 del 16 novembre scortando, insieme al Capitano Cecchi e ad un'altra anziana torpediniera, la Francesco Stocco, il grosso piroscafo Piemonte e la motonave Donizetti, aventi a bordo 2554 uomini, 151 quadrupedi e 306 tonnellate di materiali: le navi arrivarono a Valona alle quattro di quel pomeriggio. Il giorno seguente, alle undici del mattino, Prestinari e Stocco ripartirono da Valona scortando la motonave Viminale ed i piroscafi Argentina e Quirinale, scarichi, giungendo a Brindisi dopo dieci ore di navigazione. Argentina e Quirinale, insieme alla Stocco, proseguirono per Bari.
Alle 5:40 del 19 novembre la torpediniera salpò da Brindisi scortando i piroscafi Titania e Tagliamento, carichi di 421 militari, 1116 quadrupedi e 40 tonnellate di rifornimenti, a Durazzo, dove il convoglio arrivò alle 16. La Prestinari lasciò Durazzo alle 4:30 del 23 novembre, scortando a Brindisi i piroscafi scarichi Tagliamento, Oreste e Titania. Le navi arrivarono nel porto pugliese alle 16:45.
La Prestinari ripartì da Brindisi alle sei del mattino del 24 novembre, per scortare, insieme all'incrociatore ausiliario Lago Tana ed alla vecchia torpediniera Curtatone, la Viminale, le motonavi Città di Savona e Città di Agrigento ed il piroscafo Monrosa, aventi a bordo il primo scaglione della Divisione Alpini «Pusteria» (il carico dei quattro mercantili assommava a 2524 uomini, 917 quadrupedi, dodici automezzi, 274 tonnellate di carrette ed altri materiali compreso del foraggio), a Valona, dove il convoglio giunse alle 16:30 dello stesso giorno.
Il 28 novembre la Prestinari partecipò, insieme alla torpediniera Bassini ed ai cacciatorpediniere della XV Squadriglia (Antonio Pigafetta, Nicoloso da Recco ed Emanuele Pessagno, più l'Augusto Riboty), ad un bombardamento delle posizioni greche sulla costa nordorientale di Corfù: nel corso dell'azione vennero sparati oltre 1600 colpi da 120 e 102 mm.

#### 1941
All'una di notte del 3 gennaio 1941 la Prestinari salpò da Bari per la prima missione dell'anno nuovo, la scorta a Durazzo dei piroscafi Stampalia ed A. Contarini, adibiti al traffico civile. A causa delle avverse condizioni meteomarine, tuttavia, il convoglio, così come altri che erano in mare, dovette tornare in porto. Il 5 gennaio, alle 00:00, la torpediniera, insieme all'incrociatore ausiliario Brioni, partì da Bari diretta a Durazzo, dove arrivò alle 12:30, scortando il piroscafo Quirinale e le motonavi Città di Savona e Puccini, con a bordo 2533 uomini e 392 tonnellate di rifornimenti. Alle 18.30 del 6 gennaio la nave salpò da Durazzo alla volta di Bari, scortando i tre mercantili dell'andata che tornavano scarichi: il convoglio arrivò nel porto pugliese alle nove del mattino successivo.
L'8 gennaio, alle 22, la torpediniera, unitamente all'incrociatore ausiliario Barletta, partì da Bari di scorta a Città di Savona, Quirinale e Puccini, che trasportavano a Durazzo 2783 uomini e 781 tonnellate di rifornimenti. Il convoglio arrivò nel porto albanese alle 10:15 del giorno seguente, e la Prestinari ne ripartì alle 16:45 dell'11 gennaio, scortando di nuovo Quirinale, Città di Savona e Puccini, che rientravano vuoti a Bari, dove giunsero alle tre del pomeriggio del 12.

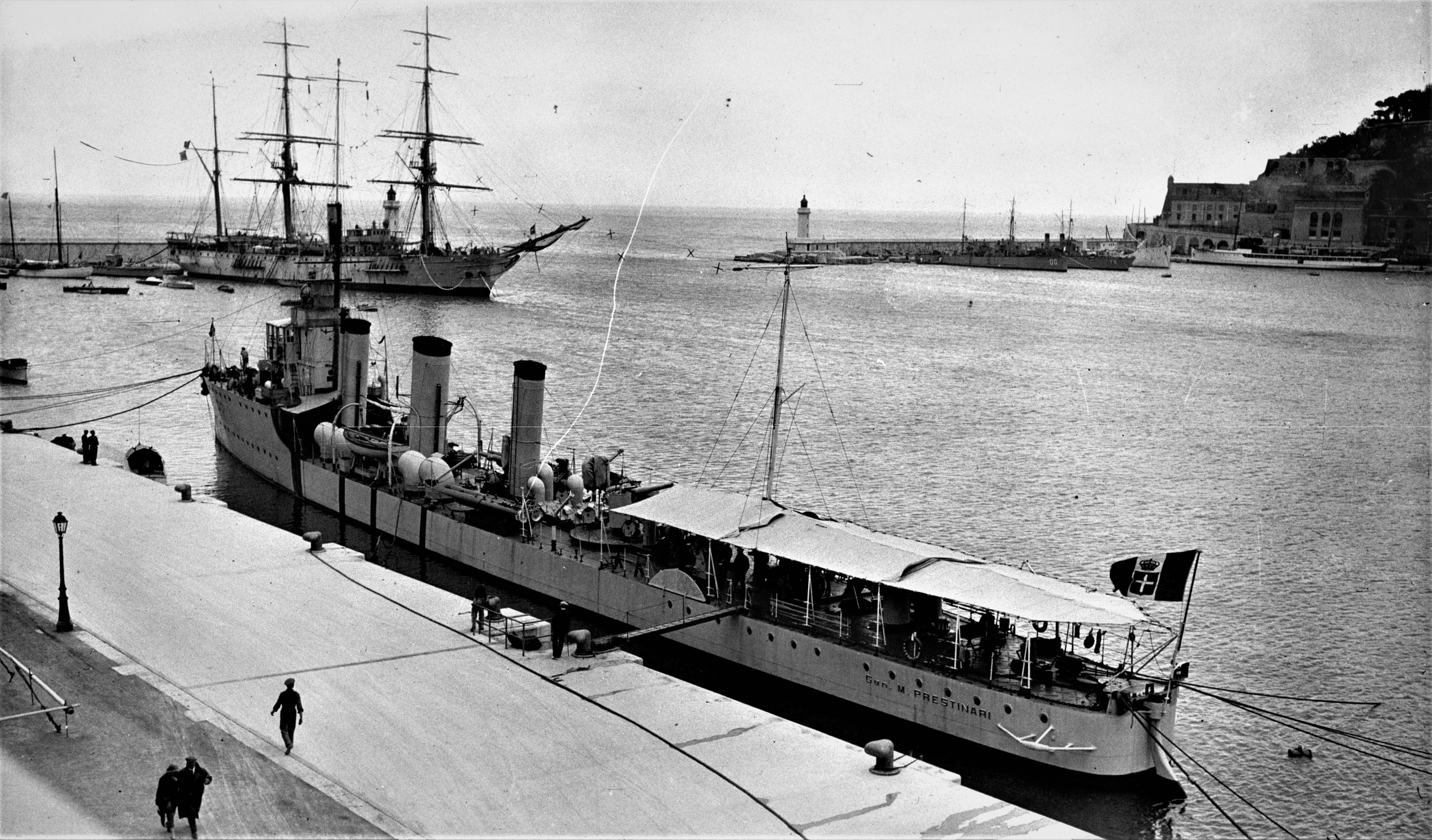
La nave in porto a Monaco

Alla mezzanotte dello stesso giorno la Prestinari ed il Barletta lasciarono Bari dirette a Durazzo, scortando le motonavi Verdi, Donizetti e Birmania, con a bordo 1579 militari, 148 autoveicoli e 392 tonnellate di materiali. Il convoglio arrivò a destinazione alle 12:45. La nave ripartì da Durazzo alle sette del mattino del 16, scortando i piroscafi scarichi Zena e Carnia a Bari, dove arrivò all'1:15 del 17.
La torpediniera salpò nuovamente da Bari alle 20:05 del 19 gennaio, scortando i piroscafi Miseno, con 559 tonnellate di provviste, e Tripolino, adibito a servizio civile, e la piccola nave cisterna Abruzzi, anch'essa impiegata nel traffico civile: il convoglio giunse a Durazzo alle 13:20 del 20 gennaio. La Prestinari ripartì dal porto albanese alle 16:15 del 23, di scorta a Milano, Aventino e Narenta, vuoti, con i quali giunse a Bari alle quattro del mattino del 24.
L'unità lasciò Bari all'una di notte del 25 gennaio, insieme all'incrociatore ausiliario Città di Genova, scortando a Durazzo, dove arrivò a mezzogiorno e mezzo, i piroscafi Italia e Milano, aventi a bordo 2185 uomini, 145 quadrupedi e 170 tonnellate di rifornimenti. Ripartita da Durazzo alle cinque del mattino del 27, la torpediniera scortò a Brindisi le motonavi scariche Città di Bastia e Città di Trapani, con le quali arrivò in porto alle 14.
Alle 12.15 del 4 febbraio la Prestinari e l'incrociatore ausiliario Egeo lasciarono Brindisi di scorta alla motonave Piero Foscari ed al piroscafo Argentina, aventi a bordo 1654 uomini, quattro autoveicoli e 438 tonnellate di materiali, arrivando a Valona alle dieci del giorno successivo. Prestinari ed Egeo ripartirono da Valona alle 10.30 del 6 febbraio, insieme all'incrociatore ausiliario Brindisi, per scortare a Brindisi i piroscafi Piemonte e Galilea, che rimpatriavano dei feriti, e la motonave Viminale, di ritorno vuota: il convoglio arrivò a Brindisi alle 18.30 dello stesso giorno.
Il 10 febbraio, alle 5:30, la torpediniera salpò da Brindisi scortano i piroscafi Ugo Bassi, carico di benzina, Scarpanto, con un carico di carburante, Monrosa e Fanny Brunner, aventi a bordo 1129 quadrupedi ed 83 tonnellate di foraggio (oltre a ciò, i mercantili trasportavano anche 159 militari). Il convoglio arrivò a Valona alle 14. Alle nove del 12 febbraio la Prestinari, insieme alla torpediniera Altair ed all'incrociatore ausiliario Brindisi, ripartì da Valona scortando i piroscafi Piemonte e Crispi, con a bordo 477 feriti, e la motonave Viminale, scarica, giungendo a Brindisi alle 15:20.
Il 13 febbraio, alle sette del mattino, la nave partì da Brindisi insieme all'Egeo, scortando a Valona, dove arrivarono alle 19:30, le motonavi Foscari e Città di Agrigento, con 1157 uomini e 386 tonnellate di materiali. Tre giorni più tardi, a mezzogiorno del 16, la Prestinari salpò da Valona diretta a Brindisi, dove arrivò alle 00:45 del 17, scortando il piroscafo Polcevera e le motonavi Foscari e Città di Marsala, vuote.
Alle 5:30 del 19 febbraio la Prestinari partì da Brindisi per scortare a Valona i piroscafi Fertilia e Miseno, carichi di carburante e foraggio, e Palomba, adibito a traffico civile. Il convoglio arrivò in porto alle 17:15 dello stesso giorno, e la torpediniera ne ripartì alle sette del mattino del 22 febbraio, scortando a Brindisi i piroscafi Diana, con prigionieri a bordo, e Luciana, scarico, giungendo a destinazione alle 15:45.
Il 26 febbraio, alle nove di sera, la nave salpò da Brindisi scortando i piroscafi Pescara, Triton Maris, Bottiglieri, Pontinia e Scarpanto, aventi un carico di 126 autoveicoli, 1753 tonnellate di munizioni e 59 di vestiario. Le navi raggiunsero Durazzo alle 9:30 del mattino seguente. Il 28 febbraio, alle 23:50, la torpediniera ripartì dal porto albanese per scortare a Bari il piroscafo Casaregis e le motonavi Narenta, Città di Bastia e Marin Sanudo. Il convoglio arrivò a Bari alle 14:30 del 1º marzo.
Il 2 marzo, alle 23, la Prestinari partì da Brindisi di scorta ai piroscafi Aprilia, Titania e Polcevera, carichi di 1662 quadrupedi, 2600 tonnellate di munizioni e materiale destinato alla Regia Aeronautica e 528 di foraggio, arrivando a Valona alle 11:15 del 3 marzo. Lo stesso 3 marzo la torpediniera, insieme all'incrociatore ausiliario Piero Foscari, scortò da Valona a Brindisi il grosso piroscafo Piemonte, avente a bordo 699 feriti lievi.
All'una di notte del 6 marzo la nave, unitamente all'incrociatore ausiliario Francesco Morosini, partì da Brindisi diretta a Valona, dove arrivò alle 9:45, scortando il piroscafo Monstella e la motonave Città di Marsala, aventi a bordo 660 uomini, 572 quadrupedi e 1072 tonnellate di automezzi. Il giorno seguente, alle 6:30, la Prestinari lasciò Valona di scorta ai piroscafi vuoti Titania, Miseno e Fanny Brunner, con i quali giunse a Brindisi alle 16.50.
Alle cinque del 10 marzo 1941 la nave, insieme al Capitano Cecchi, salpò da Bari alla volta di Durazzo, dove giunse alle 17:25, scortando i piroscafi Aventino, Milano e Zena e la motonave Rossini, che trasportavano 2991 militari, 483 quadrupedi e 352 tonnellate di rifornimenti. Il giorno successivo, alle 11, la Prestinari lasciò Durazzo per Bari, dove arrivò alle 22:30, scortando i piroscafi Aventino e Milano (il primo dei quali avente a bordo 321 feriti lievi, il secondo vuoto) e la motonave vuota Rossini.
Il 13 marzo, alle tre di notte, la Prestinari partì da Bari insieme al Brioni, per scortare a Durazzo il piroscafo misto Rosandra, adibito a traffico civile, le motonavi Narenta e Puccini ed il piroscafo da carico Casaregis, aventi a bordo 991 uomini, 141 automezzi e 444 tonnellate di rifornimenti; il convoglio giunse in porto alle 16:45 dello stesso giorno. La nave ripartì da Durazzo alle 6:30 del 15, scortando a Bari, dove arrivò alle 00:30 del 16, i piroscafi scarichi Titania, Luana e Carnia.
La Prestinari prese nuovamente il mare da Bari alla mezzanotte del 16 marzo, unitamente al Capitano Cecchi, per scortare le motonavi Città di Tripoli, Città di Agrigento, Città di Bastia e Verdi, aventi a bordo 2909 uomini e 172 tonnellate di materiali, a Durazzo, dove arrivarono alle 16:25 di quello stesso giorno. Alle sette del mattino del 17 marzo la torpediniera lasciò Durazzo scortando le motonavi Città di Bastia, Città di Agrigento e Verdi ed il piroscafo Tripoli, scarichi (una delle navi aveva a bordo 243 feriti lievi), raggiungendo Bari alle 00:30 del 18.
Alle 4:30 del 18 marzo la nave salpò da Brindisi insieme al Morosini, scortando i piroscafi Francesco Crispi e Galilea e la motonave Viminale, aventi a bordo 3358 militari e 217 tonnellate di rifornimenti, a Valona, dove arrivarono alle 11. Il giorno seguente, alle 10:30, la Prestinari lasciò Valona alla volta di Brindisi, scortando i piroscafi Brundisium, Favorita ed Irma Calzi, scarichi, con i quali giunse a destinazione alle 22:15.
Alle 2:20 del 31 marzo Prestinari e Brioni presero il mare da Brindisi, scortando a Valona i piroscafi Argentina e Galilea, con 2278 uomini e 433 tonnellate di rifornimenti: le navi giunsero in porto alle nove del mattino. Il 2 aprile, a mezzogiorno, la torpediniera lasciò Valona scortando a Brindisi i piroscafi vuoti Fertilia, Asteria, Silvano e Stampalia, con i quali arrivò a destinazione alle 2:30 del 3 aprile.

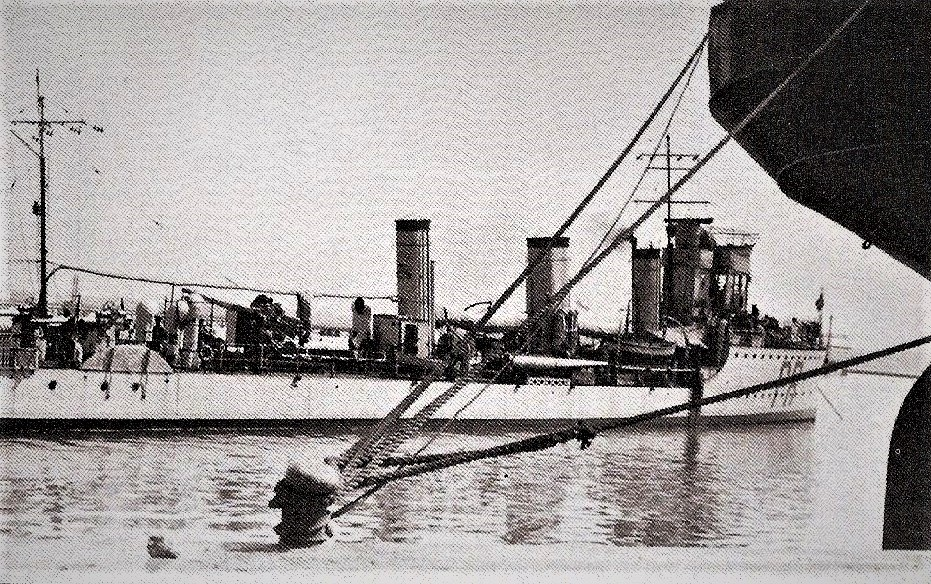
La Prestinari agli inizi del 1941. Sulla destra s'intravede la poppa del piroscafo Bainsizza

Il 4 aprile, alle 00:15, l'unità ripartì da Brindisi diretta a Durazzo, dove scortò i piroscafi Carmela, Miseno e Luana, aventi un carico di 891 tonnellate di foraggio e 1296 di altri rifornimenti, arrivando in porto a mezzogiorno. L'indomani, alle dieci, la Prestinari ripartì da Durazzo di scorta ai piroscafi Milano (con 67 feriti lievi), Aventino e Quirinale (scarichi), giungendo a Bari alle 23:45.
Il 7 aprile, alle 00:00, la nave partì da Bari unitamente al Capitano Cecchi, scortando a Durazzo Città di Alessandria, Città di Tripoli e Donizetti, con 2305 militari e 263 tonnellate di rifornimento: il convoglio raggiunse il porto albanese alle 16:30. La torpediniera ripartì da Durazzo alle 6:40 dell'8 aprile ed arrivò a Bari alle 8:45 del giorno seguente, scortando i piroscafi scarichi Luana, Neghelli, Marco e Carmela.
Alle 3:15 dell'11 aprile la Prestinari salpò da Bari scortando i piroscafi Istria e Padenna, che trasportavano 29 militari, 121 autoveicoli, 156 tonnellate di carburanti e 6 di altri materiali: le navi arrivarono a Durazzo alle 16:30. Il giorno seguente, alle 7:30, la torpediniera lasciò Durazzo di scorta alla motonave Riv ed ai piroscafi Enrico e Casaregis, scarichi, arrivando a Bari alle sei del mattino del 13 aprile.
Lo stesso 13 aprile, alle 22, la nave lasciò Bari alla volta di Durazzo, dove giunse alle 16:15 del 14 aprile, scortando i piroscafi Sant'Agata, Silvano, Lauretta e Perla, aventi a bordo 146 militari, 1105 quadrupedi, 1054 tonnellate di provviste e 3044 di altri rifornimenti. Il 15 aprile, alle 5:30, la Prestinari ripartì da Durazzo diretta a Bari, dove arrivò alle 13 scortando la motonave Città di Marsala ed i piroscafi Contarini, Maddalena e Zena, scarichi.
Il 16 aprile, alle 21:30, la Prestinari partì da Bari di scorta ai piroscafi Laura C., Elvira Vaselli e Minerva, aventi a bordo, oltre a 50 militari, un carico di 189 automezzi, 1574 tonnellate di viveri e 500 di altri materiali: le navi giunsero a Durazzo alle 17:30 del 17. Alle 5 del 18 aprile l'unità ripartì da Durazzo scortando il piroscafo Lauretta e le motonavi Città di Bastia e Donizetti, vuote: giunto il convoglio a Brindisi, la Prestinari venne rimpiazzata dal Capitano Cecchi, che scortò le navi a Bari, dove arrivarono alle 23.
Nelle prime ore del 20 aprile la torpediniera si aggregò, a Brindisi, ad un convoglio composto dalla motonave Rossini e dai piroscafi Milano e Maria C. (i tre mercantili trasportavano in tutto 1608 militari, 93 autoveicoli e 1490 tonnellate di rifornimenti) e scortato dal Barletta, salpato da Bari alle 00:30: le navi arrivarono infine a Durazzo alle 14:30. Ripartita da Durazzo alle 9:45, la Prestinari scortò i mercantili scarichi Abruzzi, Riv, Padenna e Casaregis sino a Brindisi, dove venne rilevata dal Capitano Cecchi, che condusse le navi a Bari, dove arrivarono alle quattro del 22.
Il 24 aprile, alle 4:30, la Prestinari ed il Barletta lasciarono Brindisi dirette a Valona, arrivandovi a mezzogiorno, di scorta al piroscafo Poseidone, in zavorra, ed alla motonave Città di Agrigento, con a bordo 466 uomini ed un carico di automezzi, munizioni ed altri materiali. L'indomani, alle sei, l'unità salpò da Valona diretta a Brindisi, dove giunse alle otto di sera, scortando i piroscafi vuoti Tripolino, Luigi Martini e Fertilia.
Alle 2:15 dell'8 maggio la Prestinari partì da Brindisi alla volta di Valona, scortando i piroscafi Marco e Fanny Brunner, con a bordo provviste ed altri rifornimenti: il convoglio arrivò destinazione a mezzogiorno. Il giorno seguente, alle sei, la torpediniera lasciò Valona di scorta al piroscafo Absirtea, con a bordo materiali vari, giungendo a Brindisi alle 14.
Il 10 maggio, alle 6:30, la nave partì da Bari per Valona, scortando il motopeschereccio e nave frigorifera Genepesca II, con il quale giunse in porto alle 17:55 dello stesso giorno. Alle sei del 12 maggio la torpediniera ripartì da Valona, arrivando a Brindisi alle 15:50 di scorta al piroscafo Minerva con truppe a bordo, ed alle 22 dello stesso giorno ripartì insieme al Barletta per scortare a Durazzo i piroscafi Milano, Italia ed Aventino e la motonave Rossini, con a bordo 1255 militari nonché quadrupedi ed altri rifornimenti: il convoglio raggiunse la propria meta alle 11:45 del 13 maggio.
Alle 4 del 14 maggio Prestinari e Barletta lasciarono Durazzo scortando a Bari, con arrivo alle 16:30, i quattro trasporti truppe dell'andata, aventi a bordo 3485 militari che rimpatriavano ed i relativi materiali, mentre alle 22 dello stesso giorno la sola Prestinari partì da Bari di scorta ai piroscafi Sagitta e Perla, con un carico di materiali, cui a Brindisi si aggiunse il piroscafo postale Merano: le navi arrivarono a Durazzo a mezzogiorno del 15. Lo stesso 15 maggio, alle quattro del mattino, la torpediniera lasciò Durazzo di scorta al piroscafo Monstella, avente a bordo truppe e quadrupedi, giungendo a Bari alle 15.
Il giorno seguente, alle 4:30, la nave partì da Durazzo scortando i piroscafi Tergestea, Contarini e Tripolino, carichi di automezzi, quadrupedi ed altri rifornimenti e diretti a Bari, dove arrivarono alle 18:30. Poche ore dopo, alle 22, la Prestinari lasciò Bari insieme all'incrociatore ausiliario Zara, scortando a Durazzo, dove arrivarono a mezzogiorno del 17, Italia, Aventino, Milano e Puccini, con truppe e rifornimenti.
Lo stesso 17 maggio alle 21:30, la torpediniera, dopo essere rientrata in Puglia, ripartì da Bari alla volta di Durazzo, scortando le motonavi Città di Alessandria e Rossini ed i piroscafi Sant'Agata e Monrosa, che trasportavano truppe e rifornimenti, giungendo a destinazione alle 13 del 18. L'unità lasciò il sorgitore albanese alle 11.15 del 19 maggio, insieme al Barletta, di scorta alle motonavi Città di Alessandria e Rossini ed ai piroscafi Istria, Sant'Agata e Monrosa, che trasportavano complessivamente 1500 militari, 1336 quadrupedi e 186 autoveicoli: il convoglio raggiunse Bari alle 6:30 del 20.
Alle otto di sera del 29 maggio la Prestinari partì da Durazzo insieme al Brindisi, per scortare a Bari Città di Alessandria, Città di Marsala, Milano e Marin Sanudo (quest'ultima si fermò a Brindisi), aventi a bordo 830 prigionieri ed un carico di materiali.
Il 1º giugno la nave scortò da Brindisi a Valona il piroscafo Argentina e le motonavi Viminale e Città di Tripoli, con a bordo 430 militari nonché un carico di vestiario ed altri rifornimenti. Tre giorni più tardi la Prestinari ed il Brindisi scortarono da Valona a Bari i tre mercantili dell'andata, aventi a bordo 3130 militari che rimpatriavano ed un carico di materiali.
Il 6 giugno la Prestinari, insieme ai piroscafi Francesco Crispi e Galilea, si unì a Brindisi ad un convoglio partito da Bari e composto dalla motonave Città di Tripoli e dal Brindisi quale unità di scorta: riunite in un unico convoglio, le navi, aventi a bordo truppe e rifornimenti, raggiunsero Valona. L'indomani la torpediniera scortò da Brindisi a Valona il piroscafo Argentina, con personale e materiale del Regio Esercito e della Regia Marina. Il 9 giugno la nave rientrò da Valona a Bari scortando i piroscafi Zena, Sant'Agata e Luigi Martini, con a bordo 448 quadrupedi.
Il 10 giugno la torpediniera scortò da Bari a Durazzo i piroscafi Galilea ed Ivorea, aventi a bordo personale e materiale del Corpo di Commissariato del Regio Esercito. L'indomani la Prestinari scortò da Brindisi a Durazzo Galilea ed Ivorea con truppe e materiali, mentre due giorni dopo fu di scorta alla motonave Marin Sanudo ed ai piroscafi Istria e Caterina in navigazione da Durazzo a Bari con truppe e materiali.
Il 17 giugno la Prestinari e lo Zara scortarono da Brindisi a Valona Argentina e Viminale, con 963 militari, altro personale della Regia Marina e rifornimenti. L'indomani la torpediniera scortò da Valona a Brindisi i piroscafi Aprilia, Monrosa, Oriani e Costante C., carichi di truppe e rifornimenti, mentre il 21 fu di scorta, insieme al Brindisi, a Puccini, Donizetti e Milano in navigazione da Valona a Brindisi con truppe rimpatrianti della Divisione Fanteria «Legnano».
Il 23 giugno l'unità scortò da Brindisi a Durazzo Puccini, Donizetti e Milano, con personale e materiali delle forze armate, e l'indomani rientrò da Valona a Brindisi scortando, insieme al Brindisi, i piroscafi Italia e Quirinale con altre truppe della Divisione Legnano che rimpatriavano. Il 26 giugno Prestinari e Zara scortarono da Brindisi a Durazzo Rossini, Italia, Quirinale e Rosandra aventi a bordo personale delle forze armate con varie destinazioni, nonché 1400 operai militarizzati che rimpatriavano.

Il 27 giugno la Prestinari ed il Brindisi scortarono da Valona a Brindisi Città di Agrigento e Viminale, e più tardi nello stesso giorno la torpediniera e lo Zara scortarono da Durazzo a Bari Rossini, Italia, Rosandra e Quirinale con personale e materiale delle forze armate. Due giorni dopo la Prestinari scortò da Brindisi a Valona Argentina e Viminale, con materiale delle forze armate. 

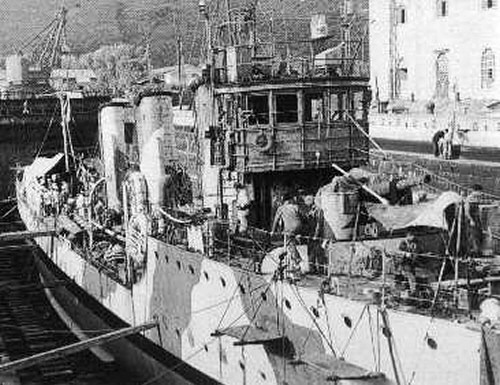
La torpediniera in bacino di carenaggio, con colorazione mimetica.

Il 3 ottobre la torpediniera scortò da Bari a Durazzo Italia, Milano e Rosandra, con a bordo personale del Regio Esercito e della Regia Aeronautica con varie destinazioni, mentre l'indomani la nave rientrò da Durazzo a Bari scortando Italia, Milano e Rosandra con 2100 militari rimpatrianti.
Successivamente la Prestinari venne trasferita in Libia, impiegata principalmente in compiti di scorta dei piccoli convogli costieri sulle rotte di cabotaggio libiche, oltre che di più rare missioni di scorta di convogli tra Italia e Libia.
L'11 novembre la Prestinari lasciò Trapani di scorta a due piroscafi diretti a Tripoli, ma il convoglio dovette essere dirottato su Pantelleria, e successivamente, lungo la rotta costiera, raggiunse Zuara: i piroscafi arrivarono a Tripoli solo il 17 novembre. Due giorni dopo la torpediniera scortò un convoglio di due mercantili da Tripoli a Bengasi, senza subire perdite.
Il 1º dicembre la torpediniera raggiunse e soccorse, in posizione 33°53' N e 12°28' O (circa 75 miglia a nordovest di Tripoli), i 135 superstiti (su 272 uomini) dell'equipaggio del cacciatorpediniere Alvise da Mosto, affondato alle 18:15 di quel giorno dopo un impari combattimento contro le unità della Forza K (incrociatori Aurora e Penelope e cacciatorpediniere Lively), mente tentava di difendere la nave cisterna Iridio Mantovani.

#### 1942-1943
Il 16 marzo 1942 la Prestinari prese parte all'operazione «Sirio»: insieme alle torpediniere Pallade e Francesco Stocco ed ai cacciatorpediniere Ugolino Vivaldi, Lanzerotto Malocello, Emanuele Pessagno e Nicolò Zeno, la nave scortò da Napoli a Tripoli la grande e moderna motonave da carico Vettor Pisani (nell'ambito della stessa operazione il piroscafo tedesco Reichenfels fu invece scortato dalle torpediniere Lince e Polluce, mentre la motonave Assunta De Gregori fu scortata dal cacciatorpediniere Premuda e dalla torpediniera Castore). L'operazione fruiva anche della scorta indiretta dell'incrociatore leggero Emanuele Filiberto Duca d'Aosta e dei cacciatorpediniere Scirocco e Grecale. I tre mercantili, aventi a bordo in tutto 36 carri armati, 278 automezzi, 13.124 tonnellate di rifornimenti e 103 militari, giunsero a destinazione senza problemi, dopo di che le unità che li avevano scortati assunsero la scorta di quattro motonavi che rientravano dalla Libia in Italia.
Il 31 gennaio 1943 la Prestinari lasciò Biserta per soccorrere la corvetta Procellaria, che, mentre insieme alla gemella Persefone ed a due motosiluranti stava scortando un convoglio militare composto dal cacciatorpediniere Maestrale rimorhiato verso l'Italia dalla torpediniera Animoso e da due motozattere tedesche, era capitata su un campo minato posato dal posamine britannico Welshman una quindicina miglia a nordovest di Zembra (per altra fonte si trattava di una delle 48 mine posate dal sommergibile Rorqual) durante la notte precedente ed aveva avuto la poppa asportata da una mina, con 24 vittime tra l'equipaggio. La torpediniera avrebbe dovuto raggiungere la Procellaria per prenderla a rimorchio (in realtà la corvetta era appena affondata, ma la notizia non era ancora giunta e si pensava di poterla salvare), ma, giunta nell'area in cui l'unità danneggiata si sarebbe dovuta trovare, finì sullo stesso sbarramento di mine, ed alle 17:31 (o, per altre fonti, alle 16:30, o quattro ore dopo che la Procellaria aveva urtato la mina) urtò a sua volta una mina, colando a picco, a seconda delle fonti, in circa un'ora od in pochi minuti, a 18 miglia per 137° dall'Isle of Dogs.
Scomparvero con la nave 54 tra ufficiali, sottufficiali e marinai. Dopo aver passato la serata e la notte in mare, i sopravvissuti vennero raggiunti da alcune motovedette inviate a soccorrerli la mattina del 1º febbraio.